# Möglingen
Möglingen es un municipio alemán perteneciente al distrito de Luisburgo de Baden-Wurtemberg.

## Localización
Se ubica en la periferia occidental de Luisburgo, junto a la carretera A81.

## Historia
Se conoce su existencia desde el siglo XIII, según documentos de 1275 y 1278. En el siglo XIII pertenecía al Condado Palatino de Tübingen, pero en 1308 fue adquirido por la Casa de Wurtemberg. La mayor parte del pueblo original fue destruido en 1634 durante la guerra de los Treinta Años y en 1693 durante la guerra de los Nueve Años.

## Demografía
A 31 de diciembre de 2015 tiene 11 158 habitantes.